# Politbureau 1966
Hieronder de samenstelling van het Politbureau van het Centraal Comité van de Communistische Partij van de Sovjet-Unie (stemhebbende leden), in 1966, kort na de machtsvestiging door Leonid Brezjnev en de afzetting van Nikita Chroesjtsjov in 1964.
| Afbeelding | persoon                     |
| ---------- | --------------------------- |
|            | Leonid Brezjnev             |
|            | Michail Soeslov             |
|            | Aleksej Kosygin             |
|            | Nikolaj Podgorny            |
|            | Petro Sjelest               |
|            | Andrej Pavlovitsj Kirilenko |
|            | Kiril Mazurov               |
|            | Aleksander Sjelepin         |
|            | Dmitri Poljanski            |
|            | Genadi Voronov              |
|            | Arvids Pelse                |

## Bron
- (en)  Leadership of the Communist Party of the Soviet Union (CPSU, 1917-1991)